# Мирјана Крстинић
Мирјана Крстинић (Сплит, 4. јун 1925 — ) била је учесница Народноослободилачке бробе у друштвено-политичка радница СР Хрватске и СФР Југославије.

## Биографија
Рођена је 4. јуна 1925. у Сплиту. Њен отац био је родом са Хвара, али је десетак година живео у Сједињеним Америчким Државама, одакле се вратио 1921. и купио кућу у Сплиту. Одрасла је и школовала се у Сплиту, до 1941. када се након окупације Југославије и прикључења Сплита Краљевини Италији, њена породица преселила у Загреб. Овде је похађала Економску школу, коју је завршила 1944. године. Године 1942. укључила се у Народноослободилачки покрет (НОП). Учествовала је у разним акцијама, а једном приликом је била ухапшена од стране усташке полиције, али је пуштена. 
Након ослобођења Југославије, 1945. уписала је Економски факултет у Загребу, али је због смрти мајке напустила школовање и запослила се у једном трговачком предузећу. На студије се вратила 1947, а дипломирала је 1950. године. Након студија, послата је на двогодишње усавршавање на Институту друштвених наука у Београду. Од 1953. до 1958. била је директор Радничког универзитета „Моша Пијаде” у Загребу, а потом од 1958. до 1963. републички секретар за просвету у Извршном већу Сабора НР Хрватске. Године 1963. прешла је у Београд, где је обављала дужности на савезном нивоу. Од 1963. до 1965. била је подсекретар Савезног секретаријата за просету и културу, док је секретар био Крсте Црвенковски, а од 1965. до 1969. заменик савезног секретара за просвету и културу Вукашина Мићуновића. Упоредо је обављала дужност председнице Конференције за друштвену активност жена Југославије и представнице СФРЈ у Одељењу за образовање и науку Комитета за научне и техничке односе (ОЕЦД) у Паризу. Године 1969. постала је члан Савезног извршног већа (СИВ) и на овој функцији налазила се до 1974, за време док су председници СИВ били Митја Рибичич и Џемал Биједић. Након тога до пензионисања 1986. била је саветник у СИВ. 
Сарађивала је у Билтену Радничког свеучилишта „Моша Пијаде”, као и у листовима Педагошки рад, Образовање радника,  Социјализам и Жена.